# Gale Sondergaard
Gale Sondergaard (n. 15 februarie 1899, Litchfield⁠(d), Minnesota, SUA – d. 14 august 1985, Woodland Hills⁠(d), California, SUA) a fost o actriță americană de film, teatru și televiziune. 
A fost prima actriță care a primit Premiul Oscar pentru cea mai bună actriță în rol secundar în 1936 pentru rolul din Anthony Adverse și a mai fost nominalizată la acest premiu în 1946 pentru rolul din filmul Anna and the King of Siam.

## Teatru
| Premiera     | Sfârșitul producției | Titlu                  | Rol                                         | Loc                 | Ref    |
| ------------ | -------------------- | ---------------------- | ------------------------------------------- | ------------------- | ------ |
| 8 oct. 1928  | nov. 1928            | Faust                  | The Witch                                   | Guild Theatre       | [ 4 ]  |
| 19 nov.1928  | ian. 1929            | Major Barbara          | Sarah Undershaft, Lady Britomart's daughter | Guild Theatre       | [ 5 ]  |
| 7 oct. 1929  | nov. 1929            | Karl and Anna          | sora Mariei                                 | Guild Theatre       | [ 6 ]  |
| 17 dec. 1929 | feb. 1930            | Red Rust               | Nina                                        | Martin Beck Theatre | [ 7 ]  |
| 11 mai 1931  | 23 mai 1931          | Alison's House         | Elsa - Replacement                          | Ritz Theatre        | [ 8 ]  |
| 21 feb. 1933 | martie 1933          | American Dream         | Lydia Kimball, The First Play, 1650         | Guild Theatre       | [ 9 ]  |
| 17 mai 1934  | iul. 1934            | Invitation to a Murder | Lorinda Channing                            | Theatre Masque      | [ 10 ] |
| 6 nov. 1933  | nov. 1933            | Doctor Monica          | Anna                                        | Playhouse Theatre   | [ 11 ] |
| 19 dec. 1940 | 28 dec. 1940         | Cue for Passion        | Frances Chapman                             | Royale Theatre      | [ 12 ] |
| 2 apr. 1980  | 26 apr. 1980         | Goodbye Fidel          | Prudencia                                   | Ambassador Theatre  | [ 13 ] |

## Filmografie
| An   | Titlu                             | Rol                     | Note                                                                           | Ref.   |
| ---- | --------------------------------- | ----------------------- | ------------------------------------------------------------------------------ | ------ |
| 1936 | Anthony Adverse                   | Faith Paleologus        | prima câștigătoare - Premiul Oscar pentru cea mai bună actriță în rol secundar | [ 14 ] |
| 1937 | Maid of Salem                     | Martha Harding          |                                                                                | [ 14 ] |
| 1937 | Seventh Heaven                    | Nana, Diane's Sister    |                                                                                | [ 14 ] |
| 1937 | The Life of Emile Zola            | Lucie Dreyfus           |                                                                                | [ 14 ] |
| 1938 | Lord Jeff                         | Doris Clandon           |                                                                                | [ 14 ] |
| 1938 | Dramatic School                   | Madame Therese Charlot  |                                                                                | [ 14 ] |
| 1939 | Never Say Die                     | Juno Marko              |                                                                                | [ 14 ] |
| 1939 | Juarez                            | Empress Eugenie         |                                                                                | [ 14 ] |
| 1939 | Sons of Liberty                   | Rachel Salomon          | scurtmetraj                                                                    | [ 15 ] |
| 1939 | The Cat and the Canary            | Miss Lu                 |                                                                                | [ 14 ] |
| 1939 | The Llano Kid                     | Lora Travers            |                                                                                | [ 14 ] |
| 1940 | The Blue Bird                     | Tylette (pisica)        |                                                                                | [ 14 ] |
| 1940 | The Mark of Zorro                 | Inez Quintero           |                                                                                | [ 14 ] |
| 1940 | The Letter                        | Mrs. Hammond            |                                                                                | [ 14 ] |
| 1941 | The Black Cat                     | Abigail Doone           |                                                                                | [ 14 ] |
| 1941 | Paris Calling                     | Colette                 |                                                                                | [ 14 ] |
| 1942 | My Favorite Blonde                | Madame Stephanie Runick |                                                                                | [ 14 ] |
| 1942 | Enemy Agents Meet Ellery Queen    | Mrs. Van Dorn           |                                                                                | [ 14 ] |
| 1943 | A Night to Remember               | Mrs. Devoe              |                                                                                | [ 14 ] |
| 1943 | Appointment in Berlin             | Gretta Van Leyden       |                                                                                | [ 14 ] |
| 1943 | Isle of Forgotten Sins            | Marge Willison          |                                                                                | [ 14 ] |
| 1943 | The Strange Death of Adolf Hitler | Anna Huber              |                                                                                | [ 14 ] |
| 1943 | Crazy House                       | Rolul ei                | nemenționată                                                                   | [ 14 ] |
| 1944 | The Spider Woman                  | Adrea Spedding          | sau Sherlock Holmes and the Spider Woman                                       | [ 14 ] |
| 1944 | Follow the Boys                   | Rolul ei                | nemenționată                                                                   | [ 14 ] |
| 1944 | The Invisible Man's Revenge       | Lady Irene Herrick      |                                                                                | [ 14 ] |
| 1944 | Christmas Holiday                 | Mrs. Monette            |                                                                                | [ 14 ] |
| 1944 | Gypsy Wildcat                     | Rhoda                   |                                                                                | [ 14 ] |
| 1944 | The Climax                        | Luise                   |                                                                                | [ 14 ] |
| 1944 | Enter Arsène Lupin                | Bessie Seagrave         |                                                                                | [ 14 ] |
| 1946 | The Spider Woman Strikes Back     | Zenobia Dollard         |                                                                                | [ 14 ] |
| 1946 | Night in Paradise                 | Regina Attossa          |                                                                                | [ 14 ] |
| 1946 | Anna and the King of Siam         | Lady Thiang             | nominalizare — Premiul Oscar pentru cea mai bună actriță în rol secundar       | [ 14 ] |
| 1946 | The Time of Their Lives           | Emily                   |                                                                                | [ 14 ] |
| 1947 | Pirates of Monterey               | Señorita De Sola        |                                                                                | [ 14 ] |
| 1947 | Road to Rio                       | Catherine Vail          |                                                                                | [ 14 ] |
| 1949 | East Side, West Side              | Nora Kernan             |                                                                                | [ 14 ] |
| 1969 | Slaves                            | New Orleans lady        |                                                                                | [ 14 ] |
| 1969 | It Takes a Thief                  | Madame Olga Millard     | episodul: "The Scorpio Drop"                                                   |        |
| 1970 | Get Smart                         | Hester Van Hooten       | episodul: "Rebecca of Funny-Folk Farm"                                         |        |
| 1970 | Tango                             |                         | film TV                                                                        |        |
| 1970 | The Best of Everything            | Amanda Key              | 2 episoade                                                                     |        |
| 1970 | Savage Intruder                   | Leslie                  |                                                                                | [ 16 ] |
| 1971 | Night Gallery                     | Abigail Moore           | episodul: "The Dark Boy"                                                       | [ 17 ] |
| 1971 | The Bold Ones: The Lawyers        | Mrs. Marley             | episodul: "The Letter of the Law"                                              |        |
| 1973 | The Cat Creature                  | Hester Black            | film TV                                                                        | [ 18 ] |
| 1974 | Medical Center                    | Myra                    | episodul: "Adults Only"                                                        |        |
| 1974 | Nakia                             | Bert                    | episodul: "The Quarry"                                                         |        |
| 1974 | Police Story                      | Marge White             | episodul: "A World Full of Hurt"                                               |        |
| 1976 | Ryan's Hope                       | Marguerite Beaulac      | 6 episoade                                                                     |        |
| 1976 | The Return of a Man Called Horse  | Elk Woman               |                                                                                | [ 14 ] |
| 1976 | Pleasantville                     | Ora                     |                                                                                |        |
| 1976 | Hollywood on Trial                | Rolul ei                | documentar                                                                     | [ 14 ] |
| 1977 | Visions                           | Ora Drummond            | Episodul: "Pleasantville"                                                      | [ 19 ] |
| 1978 | Centennial                        | Aunt Augusta            | miniserial TV                                                                  |        |
| 1981 | The Fall Guy                      | Mrs. Jackson            | episodul: "The Human Torch"                                                    |        |
| 1983 | Echoes                            | Mrs. Edmunds            |                                                                                | [ 14 ] |